# Ampleben

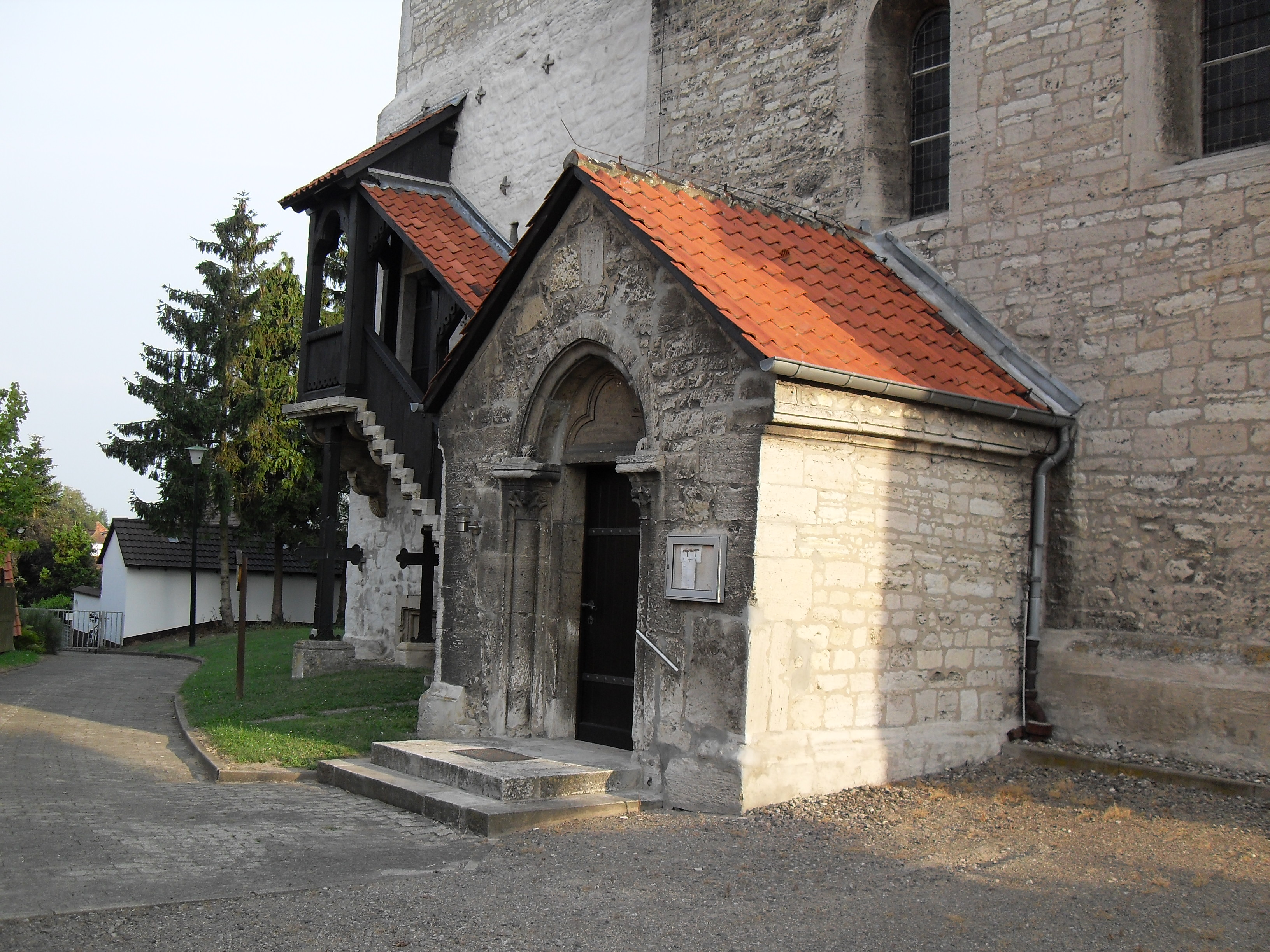
Dorfkirche Ampleben

Das Dorf Ampleben ist ein westlicher Ortsteil von Kneitlingen in Niedersachsen und liegt am Elm.

## Geschichte

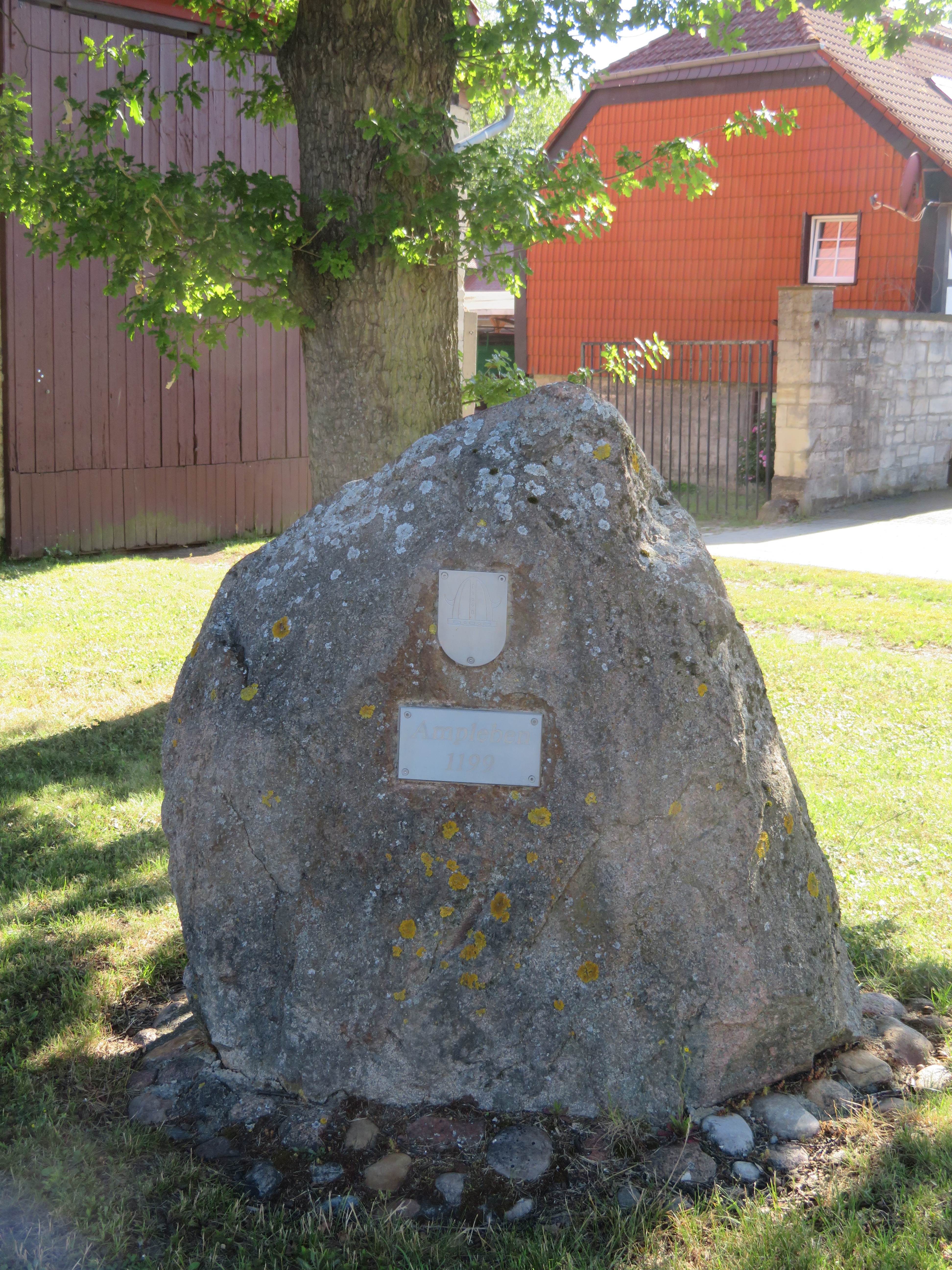
Gedenkstein der ersten urkundlichen Erwähnung

Ampleben (früher Amplewe) wurde 1199 erstmals als Pfarrdorf urkundlich erwähnt und war ein adeliger Gerichtssitz, ein Lehen der Familie von Bötticher, die die Untergerichte über das Dorf und die Feldmark ausübte.
Die Burg Ampleben war Eigentum der gleichnamigen Familie, deren Geschlecht erstmals 1195 bezeugt wurde und 1427 erlosch. Die Burg wurde von Herzog Magnus 1355 gekauft und 1360 der Familie von Uetze verpfändet. 1426 erwarb die Stadt Braunschweig durch einen Vergleich mit Herzog Bernhard das Eigentum, nachdem Braunschweiger und Magdeburger Bürger das Raubschloss zerstört hatten. Von 1454 bis mindestens 1540 hatte die Stadt Braunschweig Ampleben (Burghof, Pfarrhof und Ländereien) an das Aegidienkloster verpfändet und dessen Abt übte die grundherrschaftlichen Rechte aus.
Bekannt wurde Ampleben durch die Taufe des Volkshelden Till Eulenspiegel, der um 1300 geboren und in der Schlosskapelle von Abt Arnolf Pfaffenmeyer  getauft worden sein soll. Taufpate soll der Raubritter Till von Uetze gewesen sein.
Ein Mordfall erschütterte das Dorf im Jahre 1868. Der 33 Jahre alte Schuhmacher Jonas Segger aus Ampleben ermordete am 19. April 1868 die Lehrertochter Johanna Henriette Katharina Friederike Wurst und ihre Tochter Clara Friederike Philippine Auguste und steckte nach der Tat das Haus in Brand. Die Opfer waren 48 und 13 Jahre alt. Wegen Doppelmordes bestieg Segger noch im gleichen Jahr in Wolfenbüttel das Schafott. 1905 zählte Ampleben 271 Einwohner.
Am 1. März 1974 wurde Ampleben in die Gemeinde Kneitlingen eingegliedert.

## Kultur und Sehenswürdigkeiten
- Die Ampleberkuhle ist ein im Elmwald gelegener Steinbruch, aus dem Quader von Elmkalkstein als Mauersteine gebrochen wurden. Das Forsthaus „Zur Ampleberkuhle“ war nach Ampleben eingepfarrt.
- Die Ampleber Kirche ist eine prächtige spätromanische Kirche mit ungewöhnlich reicher Bauplastik, die künstlerisch zur Nachfolge des frühgotischen Neubaus des Magdeburger Domes (1209) gehört. Die Kirche wird deshalb ebenfalls in die erste Hälfte des 13. Jahrhunderts datiert. Restauriert wurde sie 1897 und zuletzt 1969/70.
- Im Ortskern erinnert ein Gedenkstein an die erste urkundliche Erwähnung Amplebens im Jahre 1199.
- Von der früheren Burg Ampleben, in deren Burgkapelle der Überlieferung nach Till Eulenspiegel getauft worden sein soll, sind das um 1790 erbaute Herrenhaus und eine Kapelle erhalten.
- Von Ampleben nach Kneitlingen führt der Taufweg, ein etwa 1,5 km langer Wanderweg, auf dem der Überlieferung nach Till Eulenspiegel nach seiner Taufe in Ampleben von einer Magd nach Hause getragen wurde. Die Magd war jedoch nach der Tauffeier betrunken. Auf dem Wege nach Kneitlingen wollte sie auf einem Steg einen schlammigen Bach überqueren, fiel jedoch mitsamt dem kleinen Till in den Bach, der noch heute zwischen Ampleben und Kneitlingen fließt. Dies war Tills zweite Taufe. Da er im Bach so schmutzig geworden war, musste er zuhause gebadet werden. Dieses Bad gilt als seine dritte Taufe. Auf einer Informationstafel am Bach am westlichen Rand von Kneitlingen wird diese Begebenheit erläutert. Vom Taufweg aus bietet sich ein eindrucksvoller Blick über Ampleben und seine weitere Umgebung.
- Südöstlich von Ampleben ist noch ein Bahnhofsgebäude der 1902 fertiggestellten und 1971 stillgelegten ehemaligen Braunschweig-Schöninger Eisenbahn erhalten.